# شهدی لنگرودی
محمد شهدی نژاد لنگرودی ملقب به (شهدی لنگرودی) شاعر اهل لنگرود است که اشعاری به دو زبان فارسی و گیلکی دارد.

## زندگی‌نامه
محمد شهدی نژاد لنگرودی معروف به (شهدی لنگرودی) در دوم دیماه ۱۳۰۹ خورشیدی در شهر لنگرود به دنیا آمد.
پس از فوت پدرش محمدحسین، تنها پس از ۱۴ ماه از تولد وی، با محبت پدرانه برادر بزرگش غلامحسین که یکی از سرشناسان استان گیلان بود، پرورش یافت.
تحصیلات ابتدایی و دوره اول دبیرستان را در زادگاهش گذراند و برای ادامه تحصیلات در دوره دوم دبیرستان به تهران رفت و موفق به اخذ دیپلم از دبیرستان مروی شد. در سال ۱۳۳۳ به شهر زادگاهش برگشت و با مدرک دیپلم بعنوان دبیر ادبیات در آموزش و پرورش این شهر به فعالیت مشغول شد.
شهدی نه تحصیلات عالی داشت و نه آشنایی چندانی با مکاتب جدید نقد ادبی، با اینهمه، روان و طبیعی و بی تصنع می‌سرود، حتی در روزگار خموشی‌ها که فریاد آهنگین شاعر در گلویش منجمد شده بود بر روی کاغذ می‌نوشت.
در قالب غزل، خوش قریحه بود. " شباهنگ " دیوان اشعار فارسی وی می‌باشد که در فروردین ماه ۱۳۳۸ خورشیدی با مقدمهٔ استاد امیری فیروزکوهی انتشار یافت.
"غزلهایش، چکیدهٔ دردهای زندگی اوست؛ دردی که بیانگر آرزوهای بر باد رفتهٔ او و هزاران آرزومند دیگر است. غزلهایش رنگ و بوی شقایقهای وحشی قله‌های البرز پیر و تلاطم پرکشش خزر پرخروش را در خود جای داده است."
وی علاوه بر اشعار فارسی، در سرودن ترانه‌های گیلکی، ذوق شرساری داشت. او در مهر ماه ۱۳۳۶ خورشیدی، دفتر " ترانه‌های گیلکی " به اتفاق محمود پاینده لنگرودی و ناصر فرهادیان انتشار داد.
شهدی لنگرودی در ۲۳ دیماه ۱۳۷۱ خورشیدی، تنها چهار ماه پس از فوت همسرش، در سن ۶۲ سالگی در زادگاهش لنگرود چشم از جهان فروبست.

## نمونه شعر
یک دوبیتی گیلکی از شهدی لنگرودی:
بمانی، دختر گیلان
بمانی دسته دسبندوئنه بئینین
بمانی گردنه مرجونه بئینین
تلمبار نوغونه خال بنابو
بمانی دختر گیلانه بئینین